# Scott Jurek
Scott Gordon Jurek (* 26. října 1973 Duluth, Minnesota) je americký ultramaratonský běžec polského původu, fyzioterapeut, autor bestselleru New York Times Jez a běhej (2013) a veřejný mluvčí.
V průběhu své kariéry, jako jeden z nejdominantnějších ultra-maratonských běžců na světě, vyhrál mnoho prestižních závodů a to i několikrát, včetně Hardrock 100 (2007), Badwater Ultra Marathon (2005, 2006), Spartathlon (2006, 2007, 2008) a Western States 100 Mile Endurance Run (1999-2005). V roce 2010, na mistrovství světa v běhu na 24 hodin v Brive-la-Gaillarde ve Francii, Jurek získal stříbrnou medaili (za Japoncem Šingo Inoue) a stanovil nový americký rekord v zaběhnuté vzdálenosti během 24 hodin s uběhnutými 165,7 mílemi (266 km průměrným tempem 11,1 km/h, čili 8 minut a 42 sekund na míli). Jurek od roku 1997 nejí maso a od roku 1999 je vegan.